# Liste der Baudenkmäler in Wuppertal
Die Liste der Baudenkmäler in Wuppertal enthält die denkmalgeschützten Bauwerke auf dem Gebiet der Stadt Wuppertal in Nordrhein-Westfalen (Stand: November 2011). Diese Baudenkmäler sind in der Denkmalliste der Stadt Wuppertal eingetragen; Grundlage für die Aufnahme ist das Denkmalschutzgesetz Nordrhein-Westfalen (DSchG NRW).

Die Liste enthält die rund 4500 Baudenkmäler der nordrhein-westfälischen Stadt Wuppertal, die nach Köln die Stadt mit den meisten denkmalgeschützten Bauwerken des Bundeslandes ist. Die Liste ist nach Stadtbezirken sortiert.

## Baudenkmäler in Wuppertal
Aufgrund der großen Anzahl an Baudenkmälern sind die Listen entsprechend den Wohnquartieren aufgeteilt:
| Elberfeld             |                        | |
| mit den Quartieren    | Elberfeld-Mitte        | Liste der Baudenkmäler im Wuppertaler Wohnquartier Elberfeld-Mitte |
| mit den Quartieren    | Nordstadt              | - Liste der Baudenkmäler im Wuppertaler Wohnquartier Nordstadt (A–F) - Liste der Baudenkmäler im Wuppertaler Wohnquartier Nordstadt (G–K) - Liste der Baudenkmäler im Wuppertaler Wohnquartier Nordstadt (L–M) - Liste der Baudenkmäler im Wuppertaler Wohnquartier Nordstadt (N–S) - Liste der Baudenkmäler im Wuppertaler Wohnquartier Nordstadt (T–Z) |
| mit den Quartieren    | Ostersbaum             | - Liste der Baudenkmäler im Wuppertaler Wohnquartier Ostersbaum (A–F) - Liste der Baudenkmäler im Wuppertaler Wohnquartier Ostersbaum (G–Z) |
| mit den Quartieren    | Südstadt               | Liste der Baudenkmäler im Wuppertaler Wohnquartier Südstadt |
| mit den Quartieren    | Grifflenberg           | Liste der Baudenkmäler im Wuppertaler Wohnquartier Grifflenberg |
| mit den Quartieren    | Friedrichsberg         | Liste der Baudenkmäler im Wuppertaler Wohnquartier Friedrichsberg |
| Elberfeld-West        |                        | |
| mit den Quartieren    | Sonnborn               | Liste der Baudenkmäler im Wuppertaler Wohnquartier Sonnborn |
| mit den Quartieren    | Varresbeck             | Liste der Baudenkmäler im Wuppertaler Wohnquartier Varresbeck |
| mit den Quartieren    | Nützenberg             | Liste der Baudenkmäler im Wuppertaler Wohnquartier Nützenberg |
| mit den Quartieren    | Brill                  | - Liste der Baudenkmäler im Wuppertaler Wohnquartier Brill (A–F) - Liste der Baudenkmäler im Wuppertaler Wohnquartier Brill (G–O) - Liste der Baudenkmäler im Wuppertaler Wohnquartier Brill (P–Z) |
| mit den Quartieren    | Arrenberg              | - Liste der Baudenkmäler im Wuppertaler Wohnquartier Arrenberg (A–F) - Liste der Baudenkmäler im Wuppertaler Wohnquartier Arrenberg (G–Z) |
| mit den Quartieren    | Zoo                    | - Liste der Baudenkmäler im Wuppertaler Wohnquartier Zoo (A–J) - Liste der Baudenkmäler im Wuppertaler Wohnquartier Zoo (K–Z) |
| mit den Quartieren    | Buchenhofen            | Liste der Baudenkmäler im Wuppertaler Wohnquartier Buchenhofen |
| Uellendahl-Katernberg |                        | |
| mit den Quartieren    | Uellendahl-West        | - Liste der Baudenkmäler im Wuppertaler Wohnquartier Uellendahl-West (A–J) - Liste der Baudenkmäler im Wuppertaler Wohnquartier Uellendahl-West (K–Z) |
| mit den Quartieren    | Uellendahl-Ost         | Liste der Baudenkmäler im Wuppertaler Wohnquartier Uellendahl-Ost |
| mit den Quartieren    | Dönberg                | Liste der Baudenkmäler im Wuppertaler Wohnquartier Dönberg |
| mit den Quartieren    | Nevigeser Straße       | Liste der Baudenkmäler im Wuppertaler Wohnquartier Nevigeser Straße |
| mit den Quartieren    | Beek                   | Liste der Baudenkmäler im Wuppertaler Wohnquartier Beek |
| mit den Quartieren    | Eckbusch               | Liste der Baudenkmäler im Wuppertaler Wohnquartier Eckbusch |
| mit den Quartieren    | Siebeneick             | Liste der Baudenkmäler im Wuppertaler Wohnquartier Siebeneick |
| Vohwinkel             |                        | |
| mit den Quartieren    | Vohwinkel-Mitte        | Liste der Baudenkmäler im Wuppertaler Wohnquartier Vohwinkel-Mitte |
| mit den Quartieren    | Osterholz              | (keine Baudenkmäler in diesem Quartier) |
| mit den Quartieren    | Tesche                 | Liste der Baudenkmäler im Wuppertaler Wohnquartier Tesche |
| mit den Quartieren    | Schöller-Dornap        | Liste der Baudenkmäler im Wuppertaler Wohnquartier Schöller-Dornap |
| mit den Quartieren    | Lüntenbeck             | Liste der Baudenkmäler im Wuppertaler Wohnquartier Lüntenbeck |
| mit den Quartieren    | Industriestraße        | (keine Baudenkmäler in diesem Quartier) |
| mit den Quartieren    | Westring               | Liste der Baudenkmäler im Wuppertaler Wohnquartier Westring |
| mit den Quartieren    | Höhe                   | Liste der Baudenkmäler im Wuppertaler Wohnquartier Höhe |
| mit den Quartieren    | Schrödersbusch         | Liste der Baudenkmäler im Wuppertaler Wohnquartier Schrödersbusch |
| Cronenberg            |                        | |
| mit den Quartieren    | Cronenberg-Mitte       | Liste der Baudenkmäler im Wuppertaler Wohnquartier Cronenberg-Mitte |
| mit den Quartieren    | Küllenhahn             | Liste der Baudenkmäler im Wuppertaler Wohnquartier Küllenhahn |
| mit den Quartieren    | Hahnerberg             | Liste der Baudenkmäler im Wuppertaler Wohnquartier Hahnerberg |
| mit den Quartieren    | Cronenfeld             | Liste der Baudenkmäler im Wuppertaler Wohnquartier Cronenfeld |
| mit den Quartieren    | Berghausen             | (keine Baudenkmäler in diesem Quartier) |
| mit den Quartieren    | Sudberg                | Liste der Baudenkmäler im Wuppertaler Wohnquartier Sudberg |
| mit den Quartieren    | Kohlfurth              | Liste der Baudenkmäler im Wuppertaler Wohnquartier Kohlfurth |
| Barmen                |                        | |
| mit den Quartieren    | Barmen-Mitte           | Liste der Baudenkmäler im Wuppertaler Wohnquartier Barmen-Mitte |
| mit den Quartieren    | Friedrich-Engels-Allee | Liste der Baudenkmäler im Wuppertaler Wohnquartier Friedrich-Engels-Allee |
| mit den Quartieren    | Loh                    | - Liste der Baudenkmäler im Wuppertaler Wohnquartier Loh (A–G) - Liste der Baudenkmäler im Wuppertaler Wohnquartier Loh (H–Z) |
| mit den Quartieren    | Clausen                | Liste der Baudenkmäler im Wuppertaler Wohnquartier Clausen |
| mit den Quartieren    | Rott                   | Liste der Baudenkmäler im Wuppertaler Wohnquartier Rott |
| mit den Quartieren    | Sedansberg             | Liste der Baudenkmäler im Wuppertaler Wohnquartier Sedansberg |
| mit den Quartieren    | Hatzfeld               | Liste der Baudenkmäler im Wuppertaler Wohnquartier Hatzfeld |
| mit den Quartieren    | Kothen                 | Liste der Baudenkmäler im Wuppertaler Wohnquartier Kothen |
| mit den Quartieren    | Hesselnberg            | Liste der Baudenkmäler im Wuppertaler Wohnquartier Hesselnberg |
| mit den Quartieren    | Lichtenplatz           | Liste der Baudenkmäler im Wuppertaler Wohnquartier Lichtenplatz |
| Oberbarmen            |                        | |
| mit den Quartieren    | Oberbarmen-Schwarzbach | Liste der Baudenkmäler im Wuppertaler Wohnquartier Oberbarmen-Schwarzbach |
| mit den Quartieren    | Wichlinghausen-Süd     | - Liste der Baudenkmäler im Wuppertaler Wohnquartier Wichlinghausen-Süd (A–G) - Liste der Baudenkmäler im Wuppertaler Wohnquartier Wichlinghausen-Süd (H–Z) |
| mit den Quartieren    | Wichlinghausen-Nord    | Liste der Baudenkmäler im Wuppertaler Wohnquartier Wichlinghausen-Nord |
| mit den Quartieren    | Nächstebreck-Ost       | Liste der Baudenkmäler im Wuppertaler Wohnquartier Nächstebreck-Ost |
| mit den Quartieren    | Nächstebreck-West      | Liste der Baudenkmäler im Wuppertaler Wohnquartier Nächstebreck-West |
| Heckinghausen         |                        | |
| mit den Quartieren    | Heckinghausen          | Liste der Baudenkmäler im Wuppertaler Wohnquartier Heckinghausen |
| mit den Quartieren    | Heidt                  | Liste der Baudenkmäler im Wuppertaler Wohnquartier Heidt |
| mit den Quartieren    | Hammesberg             | Liste der Baudenkmäler im Wuppertaler Wohnquartier Hammesberg |
| Langerfeld-Beyenburg  |                        | |
| mit den Quartieren    | Langerfeld-Mitte       | Liste der Baudenkmäler im Wuppertaler Wohnquartier Langerfeld-Mitte |
| mit den Quartieren    | Rauental               | Liste der Baudenkmäler im Wuppertaler Wohnquartier Rauental |
| mit den Quartieren    | Jesinghauser Straße    | Liste der Baudenkmäler im Wuppertaler Wohnquartier Jesinghauser Straße |
| mit den Quartieren    | Hilgershöhe            | Liste der Baudenkmäler im Wuppertaler Wohnquartier Hilgershöhe |
| mit den Quartieren    | Löhrerlen              | (keine Baudenkmäler in diesem Quartier) |
| mit den Quartieren    | Fleute                 | (keine Baudenkmäler in diesem Quartier) |
| mit den Quartieren    | Ehrenberg              | Liste der Baudenkmäler im Wuppertaler Wohnquartier Ehrenberg |
| mit den Quartieren    | Beyenburg-Mitte        | Liste der Baudenkmäler im Wuppertaler Wohnquartier Beyenburg-Mitte |
| mit den Quartieren    | Herbringhausen         | Liste der Baudenkmäler im Wuppertaler Wohnquartier Herbringhausen |
| Ronsdorf              |                        | |
| mit den Quartieren    | Ronsdorf-Mitte/Nord    | Liste der Baudenkmäler im Wuppertaler Wohnquartier Ronsdorf-Mitte/Nord |
| mit den Quartieren    | Blombach-Lohsiepen     | Liste der Baudenkmäler im Wuppertaler Wohnquartier Blombach-Lohsiepen |
| mit den Quartieren    | Rehsiepen              | (keine Baudenkmäler in diesem Quartier) |
| mit den Quartieren    | Schenkstraße           | Liste der Baudenkmäler im Wuppertaler Wohnquartier Schenkstraße |
| mit den Quartieren    | Blutfinke              | Liste der Baudenkmäler im Wuppertaler Wohnquartier Blutfinke |
| mit den Quartieren    | Erbschlö-Linde         | Liste der Baudenkmäler im Wuppertaler Wohnquartier Erbschlö-Linde |

## Denkmalbereiche
- Wuppertaler Zooviertel[2]
  - Beyenburg (soll als Denkmalbereich ausgewiesen werden)
  - Cronenberg (soll als Denkmalbereich ausgewiesen werden)
  - Briller Viertel (soll als Denkmalbereich ausgewiesen werden)